# پلاکوزوآ
این شاخه جانوری تنها دارای یک گونه شناخته شده می‌باشد و جزئی از گروه‌های کم گونه شناخته شده جهان می‌باشد که می‌توان کم بودن تعداد گونه‌های ثبت شده آن را در نتیجه عدم تنوع زیاد و سازگاری کامل همه انواع‌های ایجاد شده این گروه، دانست. این جانور یک دولایه ای ساده متشکل از چند هزار سلول به‌صورت مجتمع می‌باشد.

## زیست‌شناسی
Trichoplax یک جانور کوچک و مسطح است که عرض آن تقریباً ۱ میلی‌متر (۰٫۰۳۹ اینچ) می باشد. این جانور مانند آمیب، هیچ طرح کلی منظمی ندارد، اگرچه سطح زیرین تا حدی مقعر و سطح بالایی آن همیشه صاف است. بدن، متشکل از یک لایه خارجی از اپیتلیوم ساده است که یک ورق سست سلولهای ستاره ای شبیه مزانشیم برخی از جانوران پیچیده‌تر را در بر می‌گیرد. سلول‌های اپیتلیال دارای مژک‌هایی هستند که این جانور از آن برای کمک به خزش در کف دریا استفاده می‌کند.
برخی از گونه‌های تریکوپلاکس حاوی اندوسیمبیونت‌های Rickettsiales هستند. مشخص شده است که یکی از حداقل ۲۰ گونه توصیف شده دارای دو نوع endosymbionts متفاوت باکتریایی است. همچنین تصور می شود گریلیا (که در شبکه آندوپلاسمی تریکوپلاکس به صورت همیار زندگی می‌کند) در تولید پروتئین و غشا این جانور نقش داشته باشد. endosymbiont گونه دیگریست که بعنوان اولین گونه از Margulisbacteria توصیف شده است که در داخل سلولهایی که برای هضم جلبک رابطه همزیستی برقرار کرده و به صورت همیار زندگی می‌کند. در این جانور به نظر می‌رسد چربی‌ها و سایر لیپیدهای جلبک را می‌خورد و ویتامین‌ها و آمینو اسیدها را در برای میزبان خود تأمین می‌کند.

## تولیدمثل
پلاکوزوآها می‌توانند از طریق تقسیم به دو فرم، همانند سازی یا تولید مثل کنند.
همچنین در این جانوران، جوانه زنی (تولیدمثل بواسطه ایجاد جوانه -همانند برخی قارچ ها- ) دیده می‌شود که می‌تواند چندین فرد جدید به‌وجود بیاورد.

## تغذیه
تریکوپلاکس از باکتری ها و جلبک های تاژک دار تک سلولی تغذیه می کند. با جمع شدن جلبکهای تک سلولی که به صورت کامل در مجاورت سطح "شکمی" با ذرات ماده مغذی انجام می‌شود، آنزیم های هضم کننده توسط سلولهای اپیتلیال غده بر روی آنها ریخته شده و در مرحله بعدی بواسطه فرایند پینوسیتوز، محصولات مایع هضم شده خارجی توسط سلولهای اپیتلیال جذب می شود. هضم تاژک از جنس Cryptomonas در خارج از بدن Trichoplax با مشاهدات جانوران زنده و نتایج مطالعات میکروسکوپی الکترونی تأیید می شود.

### روش دوم
روش دوم تغذیه پلاکوزوآ ها فاگوسیتوز می‌باشد که توسط سلولهای اپیتلیوم بخش پشتی و شکمی انجام می شود. مکان قرارگیری ذرات گوارشی توسط تاژک نسبت به سلول ها تنظیم می شود و این ذرات توسط سودوپودیا به دام افتاده و بلعیده می‌شوند. سلولهای رشته ای پارانشیم نیز عملکرد فاگوسیتیک را انجام می دهند. در بعضی از آنها "اجسام قهوه ای" که اجزا بزرگی می باشند (با قطر 12-15 میکرون) پیدا شده است که بسته به اینکه جانور از جلبک های سبز یا قرمز تغذیه می کند ، دارای رنگ قهوه ای مایل به سبز یا قهوه ای مایل به صورتی است.
اجسام قهوه ای برای جاروبرقی (فاگوسیت) های گوارشی بسیار بزرگ است. اعتقاد بر این است که آنها مکان تجمع محصولات متابولیکی و تغییر رنگدانه های جلبک های هضم شده توسط تریکوپلاکس هستند.

## تاریخچه تکاملی
هیچ سابقه فسیلی قانع کننده ای از پلاکوزوآ وجود ندارد، اگرچه موجود زنده زنده ادیاکاران (Precambrian، ۵۵۰ میلیون سال پیش) Dickinsonia ممکن است با این پلاکت متحد باشد.
به‌طور سنتی، طبقه‌بندی براساس سطح سازماندهی آنها انجام می‌شد: یعنی آنها هیچ بافت و اندامی ندارند. اما این ممکن است به عنوان یک نتیجه از دست دادن ثانویه باشد، بنابراین برای علامت گذاری یک کلاد کافی نیست. در پژوهش‌های اخیر، طبقه‌بندی آنها بر اساس توالی DNA در ژنوم آنها انجام شده‌است. این امر باعث شده‌است که پنجه فرنگی بین اسفنج‌ها و eumetazoa قرار گیرد. در چنین پناهگاهی با ویژگی ضعیف، داده‌های مولکولی در نظر گرفته می‌شود که قابل اطمینان‌ترین تقریب از فیلوژنی پلاکوزوآنی‌ها را فراهم می‌کند.

### فرضیه عملکرد - مورفولوژی

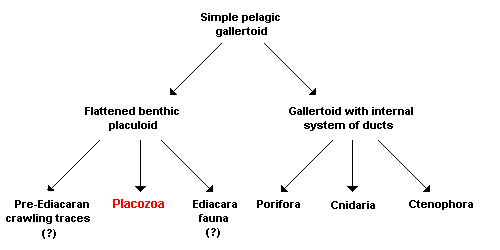
پلاکوزوآ که با فرایندهای تمایز در کنار هم با اسفنج‌ها، کیسه تنان و شاخه دار تباران از یک گالرتوئید در حال نزول است

پلاکوزوآنی که با فرایندهای تمایز در کنار هم با اسفنج‌ها، کیسه تنان و شاخه دار تباران از یک گالرتوئید در حال نزول است
بر اساس ساختار ساده آنها، پلاکوزوآ اغلب به عنوان یک ارگانیسم مدل برای انتقال از موجودات تک سلولی به حیوانات چند سلولی (Metazoa) مشاهده می‌شد و بنابراین یک تاکسون خواهر به سایر پریاختگان دیگر در نظر گرفته می‌شود:

|  | Placozoa                                                                                |
|  |                                                                                         |
|  | \| \| Sponges (Porifera) \| \| \| \| \| \| Animals with tissues (Eumetazoa) \| \| \| \| |
|  |                                                                                         |
|  | Sponges (Porifera)                                                                      |
|  |                                                                                         |
|  | Animals with tissues (Eumetazoa)                                                        |
|  |                                                                                         |

|  | Sponges (Porifera)               |
|  |                                  |
|  | Animals with tissues (Eumetazoa) |
|  |                                  |

طبق یک مدل مورفولوژی عملکردی، همه یا اکثر حیوانات از یک گالرتوئید، کره ای آزاد (دریایی) در آب دریا، متشکل از یک لایه مژه ای سلول متشکل از یک لایه جدا کننده نازک و غیر سلولی، با لایه پایه، تشکیل شده‌اند. فضای داخلی کره با سلول‌های فیبری انقباضی و یک ماتریس خارج سلولی ژلاتینی پر شده‌است. هر دو پلاکوزوآ مدرن و سایر حیوانات پس از طی دو فرایند مختلف از این مرحله شروع چند سلولی به‌وجود آمدند:
ریزش اپیتلیوم منجر به تشکیل یک سیستم داخلی مجاری و در نتیجه ایجاد یک گالرتویید اصلاح شده می‌شود که متعاقب آن اسفنج‌ها، کیسه تنان و شاخه دار تباران توسعه می‌یابد.
با توجه به این مدل، گالرتوئیدهای دیگر با گذشت زمان به یک حالت اعماق دریا منتقل شدند. یعنی زیستگاه آنها از اقیانوس باز به کف (منطقه اعماق دریا) منتقل شده‌است. در حالی که احتمال مواجهه با غذا، شرکای جنسی بالقوه یا شکارچیان در همه جهات برای حیواناتی که آزادانه در آب شناور هستند یکسان است، اما در کف کف بین طرفین رو به روی و دور از بستر و بین جهت آنها و جهت عمود عمود بر بستر، تفاوت آشکاری وجود دارد. این به‌طور طبیعی منجر به یک مزیت انتخابی برای صاف شدن بدن می‌شود، همان‌طور که البته در بسیاری از گونه‌های استخوانی دیده می‌شود. در مدل عملکردی-مورفولوژی، پلاکوزوآ و احتمالاً چندین ارگانیسم که فقط از حالت فسیلی شناخته می‌شوند، از چنین شکل حیاتی، که در حال حاضر پلاکولوئید نامیده می‌شود، ناشی می‌شوند. بر این اساس سه استراتژی مختلف زندگی منجر به سه خط مختلف توسعه شده‌است:
1. حیواناتی که به صورت بینابینی در ماسه کف اقیانوس زندگی می‌کنند، مسئول آثار خزنده فسیلی هستند که از اولین شواهد حیوانات به حساب می‌آیند و حتی قبل از طلوع دوره Ediacaran در زمین‌شناسی قابل تشخیص هستند. اینها معمولاً به کرمهای متقارن دو طرفه نسبت داده می‌شوند، اما فرضیه ارائه شده در اینجا حیوانات مشتق شده از پلاکولوئیدها و در نتیجه بستگان نزدیک Adhaerens Trichoplax را تولیدکننده آثار می‌داند.
2. حیواناتی که جلبک‌ها را به عنوان اندوسیمبیونت فعال فتوسنتزی ترکیب می‌کنند، یعنی در درجه اول مواد مغذی خود را از شرکای خود در همزیستی به دست می‌آورند، بر این اساس مسئول موجودات مرموز جانوران ادیاکارا هستند که به هیچ گونه تاکسون حیوانات مدرن اختصاص داده نشده‌اند و قبل از شروع در دوره Ediacaran زندگی می‌کردند از پالئوزوئیک کارهای اخیر نشان داده‌است که برخی از مجموعه‌های Ediacaran (به عنوان مثال نقطه اشتباه) در آبهای عمیق، زیر منطقه photic بودند و ارگانیسم‌ها به فتوسنتز کننده‌های اندوسیمبیوتیک وابسته نبودند.
3. حیواناتی که روی حصیرهای جلبکی چرا می‌کردند در نهایت اجداد مستقیم Placozoa بودند. از این رو، مزایای استفاده از تعدد آمیبوئید باعث می‌شود که یک لایه پایه ای قبلی و یک ماتریس خارج سلولی ژلاتینی از بین برود. تمایز واضح بین سطح شکمی رو به زیرلایه و پشتی، رو به دور از آن، بر این اساس منجر به لایه‌های سلولی متمایز فیزیولوژیکی adhaerens Trichoplax شد که امروزه نیز دیده می‌شود. در نتیجه، اینها مشابه اکتودرم و آندودرم، لایه‌های سلولی «خارجی» و «داخلی» در eumetazoans هستند، اما همسان نیستند. یعنی ساختارهایی که از نظر عملکردی با یکدیگر مطابقت دارند، طبق فرضیه پیشنهادی هیچ منشأ تکاملی مشترکی ندارند.[۱۵]

اگر تجزیه و تحلیل ارائه شده در بالا به درستی تبدیل شود، Adhaerens Trichoplax قدیمی‌ترین شاخه از حیوانات چند سلولی و یادگاری از جانوران Ediacara، یا حتی جانوران قبل از Ediacara خواهد بود. به دلیل عدم وجود ماتریس خارج سلولی و لایه باز، پتانسیل توسعه این حیوانات، بسیار موفق در تو رفتگی در محیط زیست، البته محدود بود، که می‌تواند سرعت پایین تکامل، به عنوان bradytely، از فنوتیپ آنها، ظاهر آنها را توضیح دهد در بزرگسالی شکل می‌گیرند.
این فرضیه با تجزیه و تحلیل اخیر ژنوم میتوکندری Trichoplax adhaerens در مقایسه با حیوانات دیگر پشتیبانی شد. با این حال فرضیه در تجزیه و تحلیل آماری توالی ژنوم کلیوی adhaerens در مقایسه با کل توالی ژنوم رد شد از شش حیوان دیگر و دو گونه غیر حیوانی مرتبط، اما فقط در سطح p = ۰٫۰۷، که نشان دهنده سطح حاشیه ای اهمیت آماری است.

### فرضیه اپی دلیوزوآ
مفهومی مبتنی بر خصوصیات صرفاً ریخت‌شناسی، پلاکوزوآ را به عنوان نزدیک‌ترین خویشاوند حیوانات دارای بافت واقعی نشان می‌دهد (Eumetazoa). تاکسی که آنها به اشتراک می‌گذارند، اپی دلیوزوآ نامیده می‌شود، به عنوان یک گروه خواهر برای اسفنج‌ها تفسیر می‌شود:
|              | Porifera                                               |
|              |                                                        |
| Epitheliozoa | \| \| Placozoa \| \| \| \| \| \| Eumetazoa \| \| \| \| |
|              | \| \| Placozoa \| \| \| \| \| \| Eumetazoa \| \| \| \| |
|              | Placozoa                                               |
|              |                                                        |
|              | Eumetazoa                                              |
|              |                                                        |

|  | Placozoa  |
|  |           |
|  | Eumetazoa |
|  |           |

دیدگاه فوق می‌تواند صحیح باشد، اگرچه شواهدی وجود دارد که ctenophores، که به‌طور سنتی به عنوان Eumetazoa دیده می‌شود، ممکن است خواهر همه حیوانات باشد. اکنون این یک طبقه‌بندی بحث‌برانگیز است.
حمایت اصلی از چنین رابطه ای از اتصالات سلول / سلول خاص، کمربند دسموزوم‌ها ناشی می‌شود که نه تنها در Placozoa بلکه در همه حیوانات به جز اسفنج‌ها وجود دارد. آنها سلولها را قادر می‌سازند تا مانند لایه اپتلیوئید Placozoa در یک لایه شکسته نشده به هم متصل شوند.  Trichoplax adhaerens  نیز سلولهای غده شکمی را با اکثر افراد eumetazoans مشترک دارد. هر دو ویژگی را می‌توان در نظر گرفت بدجنسی، یعنی ویژگی‌های حاصل از تکامل، و بنابراین اساس یک تاکسون مشترک برای همه حیواناتی است که آنها را در اختیار دارند.
یک سناریوی احتمالی با الهام از فرضیه پیشنهادی با این ایده شروع می‌شود که سلولهای منفرد اپیتلوئید در Trichoplax adhaerens با کاهش یقه‌ها در سلول‌های یقه (choanocytes) اسفنج تکامل می‌یابند زیرا اجداد Placozoa فیلتر را ترک می‌کنند حالت زندگی پس از آن اپی تلوئید می‌تواند به عنوان پیش ماده بافت اپیتلیال واقعی شیپورها باشد.
برخلاف مدل مبتنی بر مورفولوژی عملکردی که قبلاً توضیح داده شد، در مفهوم Epitheliozoa لایه‌های شکمی و پشتی Placozoa همولوگ‌های آندودرم و اکتودرم، دو لایه سلول جنینی اصلی eumetazoans - دستگاه گوارش گاسترودم در Cnidaria یا اپیتلیوم روده در Bilateria متقارن دو طرفه ممکن است از آندودرم ایجاد شده باشد، در حالی که اکتودرم، از جمله چیزهای دیگر، پیش ماده لایه خارجی پوست (اپیدرم) است. فضای داخلی که توسط یک سینسیسیوم فیبر در Placozoa نفوذ می‌کند، پس از آن با بافت همبند سایر حیوانات مطابقت دارد. هنوز مطمئن نیستیم که یون‌های کلسیم ذخیره شده در سینسیسیوم به اسکلت آهک بسیاری از کنیاری‌ها مربوط است یا خیر.
همان‌طور که در بالا ذکر شد، این فرضیه در تجزیه و تحلیل آماری توالی کل ژنوم Trichoplax adhaerens در مقایسه با کل توالی ژنوم شش حیوان دیگر و دو گونه غیر حیوانی مرتبط پشتیبانی شد.

### فرضیه هوپس زیان
فرضیه سوم ، اساساً مبتنی بر ژنتیک مولکولی ، پلاکوزوآ را به عنوان هوپس زیان بسیار ساده مشاهده می کند. بر این اساس ، تریکوپلاکس adhaerens از حیوانات کاملاً پیچیده تری که از قبل عضله و بافت عصبی داشتند ، تبار است. هر دو نوع بافت ، و همچنین لایه پایه اپیتلیوم ، بر این اساس اخیراً با ساده سازی ثانویه رادیکال از بین رفته است.
مطالعات مختلف در این زمینه تاکنون نتایج متفاوتی را برای شناسایی گروه دقیق خواهران به ارمغان آورده است:در یک مورد Placozoa به عنوان نزدیکترین خویشاوندان Cnidaria واجد شرایط است ، در حالی که در مورد دیگر آنها یک گروه خواهر با Ctenophora هستند و گاهی آنها قرار می گیرند مستقیماً در کنار Bilateria.در حال حاضر ، آنها معمولاً طبق کلادوگرام زیر قرار می گیرند:
|            | پلاکوزوآ                                                               |
|            |                                                                        |
| Planulozoa | \| \| کیسه تنان \| \| \| \| \| \| Bilateria / Triploblasts \| \| \| \| |
|            | \| \| کیسه تنان \| \| \| \| \| \| Bilateria / Triploblasts \| \| \| \| |
|            | کیسه تنان                                                              |
|            |                                                                        |
|            | Bilateria / Triploblasts                                               |
|            |                                                                        |

|  | کیسه تنان                |
|  |                          |
|  | Bilateria / Triploblasts |
|  |                          |

|            | پلاکوزوآ                                                               |
|            |                                                                        |
| Planulozoa | \| \| کیسه تنان \| \| \| \| \| \| Bilateria / Triploblasts \| \| \| \| |
|            | \| \| کیسه تنان \| \| \| \| \| \| Bilateria / Triploblasts \| \| \| \| |
|            | کیسه تنان                                                              |
|            |                                                                        |
|            | Bilateria / Triploblasts                                               |
|            |                                                                        |

|  | کیسه تنان                |
|  |                          |
|  | Bilateria / Triploblasts |
|  |                          |

|            | پلاکوزوآ                                                               |
|            |                                                                        |
| Planulozoa | \| \| کیسه تنان \| \| \| \| \| \| Bilateria / Triploblasts \| \| \| \| |
|            | \| \| کیسه تنان \| \| \| \| \| \| Bilateria / Triploblasts \| \| \| \| |
|            | کیسه تنان                                                              |
|            |                                                                        |
|            | Bilateria / Triploblasts                                               |
|            |                                                                        |

|  | کیسه تنان                |
|  |                          |
|  | Bilateria / Triploblasts |
|  |                          |

|            | پلاکوزوآ                                                               |
|            |                                                                        |
| Planulozoa | \| \| کیسه تنان \| \| \| \| \| \| Bilateria / Triploblasts \| \| \| \| |
|            | \| \| کیسه تنان \| \| \| \| \| \| Bilateria / Triploblasts \| \| \| \| |
|            | کیسه تنان                                                              |
|            |                                                                        |
|            | Bilateria / Triploblasts                                               |
|            |                                                                        |

|  | کیسه تنان                |
|  |                          |
|  | Bilateria / Triploblasts |
|  |                          |

در این کلادوگرام Epitheliozoa و Eumetazoa مترادف یکدیگر و دیپوبلاست ها هستند و Ctenophora برای آنها پایه است.
استدلالی که علیه سناریوی پیشنهادی مطرح شده این است که ویژگیهای ریخت شناسی حیوانات را کاملاً مورد توجه قرار نمی دهد. درجه ساده ساده ای که برای Placozoa باید در این مدل فرض شود ، علاوه بر این ، فقط برای ارگانیسم های انگلی شناخته شده است اما توضیح عملکرد آن در گونه های زنده آزاد مانند "Trichoplax adhaerens" دشوار است.
این نسخه با تجزیه و تحلیل آماری توالی کل ژنوم "Trichoplax adhaerens" در مقایسه با کل توالی ژنوم شش حیوان دیگر و دو گونه غیر جانوری مرتبط پشتیبانی می شود. با این حال ، ctenophora در تجزیه و تحلیل قرار نگرفت ، پلاکوزوآها را خارج از Eumetazoans نمونه قرار داد.

### فرضیه خواهری کیسه تنان
مطالعات DNA نشان می دهد که این ارگانیسم ها مربوط به کیسه تنان هستند که از لارو پلانلا گرفته شده اند (همانطور که در برخی کیسه تنان دیده می شود). Bilateria نیز از پلانولوئید گرفته شده است. محور بدن کیسه تنان و پلاکوزوآ به طور آشکار مشابه هستند و سلولهای پلاکوزوآ و کیسه تنان به همان پادتنهای نوروپپتیدی پاسخ می دهند ، علی رغم اینکه پلاکوزوآ موجود هیچ نورون ایجاد نمی کند.
|  | \| \| Placozoa \| \| \| \| \| \| کیسه تنان \| \| \| \| |
|  |                                                        |
|  | Bilateria/Triploblasts                                 |
|  |                                                        |
|  | Placozoa                                               |
|  |                                                        |
|  | کیسه تنان                                              |
|  |                                                        |

|  | Placozoa  |
|  |           |
|  | کیسه تنان |
|  |           |

|  | \| \| Placozoa \| \| \| \| \| \| کیسه تنان \| \| \| \| |
|  |                                                        |
|  | Bilateria/Triploblasts                                 |
|  |                                                        |
|  | Placozoa                                               |
|  |                                                        |
|  | کیسه تنان                                              |
|  |                                                        |

|  | Placozoa  |
|  |           |
|  | کیسه تنان |
|  |           |

|  | \| \| Placozoa \| \| \| \| \| \| کیسه تنان \| \| \| \| |
|  |                                                        |
|  | Bilateria/Triploblasts                                 |
|  |                                                        |
|  | Placozoa                                               |
|  |                                                        |
|  | کیسه تنان                                              |
|  |                                                        |

|  | Placozoa  |
|  |           |
|  | کیسه تنان |
|  |           |

|  | \| \| Placozoa \| \| \| \| \| \| کیسه تنان \| \| \| \| |
|  |                                                        |
|  | Bilateria/Triploblasts                                 |
|  |                                                        |
|  | Placozoa                                               |
|  |                                                        |
|  | کیسه تنان                                              |
|  |                                                        |

|  | Placozoa  |
|  |           |
|  | کیسه تنان |
|  |           |

|  | \| \| Placozoa \| \| \| \| \| \| کیسه تنان \| \| \| \| |
|  |                                                        |
|  | Bilateria/Triploblasts                                 |
|  |                                                        |
|  | Placozoa                                               |
|  |                                                        |
|  | کیسه تنان                                              |
|  |                                                        |

|  | Placozoa  |
|  |           |
|  | کیسه تنان |
|  |           |

|  | \| \| Placozoa \| \| \| \| \| \| کیسه تنان \| \| \| \| |
|  |                                                        |
|  | Bilateria/Triploblasts                                 |
|  |                                                        |
|  | Placozoa                                               |
|  |                                                        |
|  | کیسه تنان                                              |
|  |                                                        |

|  | Placozoa  |
|  |           |
|  | کیسه تنان |
|  |           |

|  | \| \| Placozoa \| \| \| \| \| \| کیسه تنان \| \| \| \| |
|  |                                                        |
|  | Bilateria/Triploblasts                                 |
|  |                                                        |
|  | Placozoa                                               |
|  |                                                        |
|  | کیسه تنان                                              |
|  |                                                        |

|  | Placozoa  |
|  |           |
|  | کیسه تنان |
|  |           |

|  | \| \| Placozoa \| \| \| \| \| \| کیسه تنان \| \| \| \| |
|  |                                                        |
|  | Bilateria/Triploblasts                                 |
|  |                                                        |
|  | Placozoa                                               |
|  |                                                        |
|  | کیسه تنان                                              |
|  |                                                        |

|  | Placozoa  |
|  |           |
|  | کیسه تنان |
|  |           |